# ネットワークでつくる放射能汚染地図
ネットワークでつくる放射能汚染地図（ネットワークでつくるほうしゃのうおせんちず）は、2011年5月に放送を開始した、NHK教育テレビの定時教養番組枠『ETV特集』のドキュメンタリー番組である。

## 概要
同年3月11日の東日本大震災を引き金に発生した東京電力福島第一原子力発電所事故。科学者の木村真三は事故の影響でどれだけの放射能が漏れて汚染されたか、被害の実態を科学者達の個人ネットワークで計測・分析することにした。
震災3日後からの木村の活動を取材し、5月15日にETV特集『ネットワークでつくる放射能汚染地図 福島原発事故から2ヶ月』として放送した。そこでは木村らの調査による「放射能汚染地図」を紹介、また周囲に比べて放射線量が極めて高い「ホットスポット」で避難生活する被災者など、震災発生後の被災地や行政の実態も明らかにする。この放送はETV特集では珍しい総合テレビによる再放送を行ったほか、ネットワークの調査活動を継続して放送してゆく事となった。
2012年2月14日、『ホットスポット ネットワークでつくる放射能汚染地図』（NHK ETV特集取材班著、講談社、ISBN:978-4062173902）が出版された。

## 放送リスト
- 2011年5月15日『ネットワークでつくる放射能汚染地図 福島原発事故から2ヶ月』[1]
- 2011年6月5日『続報 ネットワークでつくる放射能汚染地図』[2]
- 2011年8月28日『ネットワークでつくる放射能汚染地図3 子どもたちを被ばくから守るために』[3]
- 2011年11月27日『ネットワークでつくる放射能汚染地図4 海のホットスポットを追う』[4]
- 2012年3月11日『ネットワークでつくる放射能汚染地図5 埋もれた初期被ばくを追え』[5]
- 2012年6月10日『ネットワークでつくる放射能汚染地図6 川で何がおきているのか』[6]

## 受賞
5月15日放映『ネットワークでつくる放射能汚染地図 福島原発事故から2ヶ月』に対して
- ギャラクシー賞 2011年5月度月間賞、第49回上期入賞[7]
- 文化庁芸術祭賞 大賞（テレビ・ドキュメンタリー部門）[8]
- 石橋湛山記念早稲田ジャーナリズム大賞[9]
- 日本ジャーナリスト会議大賞[10]
- シカゴ国際映画祭ヒューゴ・テレビ賞「ドキュメンタリー部門」 銀賞
- ワールドフィルムフェスティバル・ドキュメンタリー部門銀賞